# Pau de Passarowitz
La Pau de Passarowitz (pel nom alemany de la ciutat sèrbia de Požarevac, on se signà el 1718) fou un tractat entre l'Imperi Otomà i Àustria, al que es va afegir la República de Venècia, que tancava la Guerra austro-turca (1716-1718).

## Antecedents
El 1715 l'Imperi Otomà, que havia signat la pau amb Rússia, va començar una sèrie de mesures per restablir l'ordre, i contra els venecians. A Anatòlia es va combatre el bandidatge mentre a Dalmàcia es va assetjar Sinj, i a Grècia es va envair el Peloponès venecià (Morea) sota el comandament de Silahdar Pasha (mes de juny) i durant les següents setmanes es varen ocupar Corint, Argos, Nàuplia, Modó (Methone), Monembasia i Coró, i a més a més la flota va ocupar les illes de Tenos, Egina, Cérigo i Santa Maura i Spinalonga i Suda (Creta). Això va provocar la reacció d'Àustria, a qui interessava sostenir a Venècia, que va preparar la guerra a la Porta otomana. L'abril de 1716 Àustria es va aliar amb Venècia i van signar un tractat d'amistat i cooperació. El juny de 1716 els austríacs van dirigir un ultimàtum al govern otomà que no li donava altre remei que rebutjar-lo i anar a la guerra.
El 25 de juliol els otomans, sota el comandament de Kara Mustafa Pasha per terra i Mehmed Pasha per mar, van atacar Corfú i tot seguit Leukas o Santa Maura. Els austríacs van ocupar Eger (Hongria) i van guanyar la batalla de Peterwardein el 5 d'agost de 1716 (on va morir el gran visir Damad Ali Pasha). El general austríac Joan Maties Von Schulenberg va rebutjar l'atac a Corfú (19 i 20 d'agost de 1716) si bé els otomans van continuar provant-ho durant els següents dos anys. Amb el nou gran visir Khalil Pasha Hadjdji Arnawud (nomenat el 22 d'agost) les coses no varen millorar pels turcs: els austríacs van ocupar Temesvar en els combats del 21 al 30 d'octubre del 1716, i varen entrar al Banat (que aniran ocupant entre 1716 i 1718) i la Petita Valàquia entrant a Orsova i Bucarest; també es varen establir a Butrot i Leukas. L'any següent els venecians, amb ajut portuguès, varen guanyar als otomans la batalla naval de Cap Matapan, a l'ancorada de Passavia i els austríacs van continuar el seu avanç assetjant Belgrad el juny. Els turcs van mobilitzar un exèrcit sota el comandament del gran visir Khalil Pasha que va sortir d'Edirne (Adrianòpolis) el 12 de juny però fou desfet davant Belgrad el 16 d'agost i el governador de la ciutat, Safi Mustafa Pasha va capitular tres dies després, mentre les restes de l'exèrcit turc fugien cap a Nish. Khalil Pasha fou destituït el dia 26 d'agost. Els venecians van continuar també els seus èxits i van ocupar Imotski a Dalmàcia i Mostar a l'Hercegovina. Els austríacs varen entrar a Bòsnia i van assetjar Izvornik (octubre) però el governador Numan Pasha (que n'era governador però conservava el seu anterior govern de Xipre) va saber rebutjar-los. La resta de combats destacats foren protagonitzats per la flota veneciana que va controlar Santa Maura i va combatre en aigües de l'illa de Cérigo o Citera, sense resultat decisiu.
L'11 de febrer de 1718 Àustria i l'Imperi Otomà varen signar un armistici, mentre els venecians ocupaven la costa albanesa. El nou gran visir Neushehirli Ibrahim Pasha va encetar l'anomenat "Període de les Tulipes" (1718-1730) que fou un període de pau i progrés econòmic, social i cultural. Les converses de pau amb Àustria varen tenir lloc a Passar (Sèrbia, en serbi Požarevac), de maig a juliol. El 20 de juliol els venecians varen guanyar la batalla naval del Golf de Pagania i l'endemà Turquia i Àustria varen signar la pau de Passarowitz o Postxarewatz pel qual els austríacs van rebre la part d'Hongria al sud del riu Save, Temesvar, el Banat, Craoiva, el nord de Sèrbia, la Petita Valàquia fins al riu Aluta o Oltu i una part de la frontera occidental de Bòsnia. Uns dies després va esclatar l'arsenal venecià de Corfú i va destruir tres quarts de la flota veneciana i la república es va afegir a la pau, renunciant a Morea, Creta, illes de la mar Egea, Sud-est d'Hercegovina i la ciutat dàlmata de Gabela però va conservar la costa albanesa, la costa de Dalmàcia, Imotski, la costa d'Hercegovina, Prevesa, les illes Jòniques i l'illa de Cérigo. La nova frontera Adriàtica es va anomenar "Línia Mocenigo" i passava a l'est de les comunes de Metkovic, Imotski, Sinj, Vrlika i Knin fins a Klek i Zabska Gora. La Dalmàcia veneciana en els seus nous límits va prendre el nom d'Acquisto Nuovissimo.

## Contingut i conseqüències
Per aquest tractat, que venia a confirmar els canvis territorials produïts per les accions militars, l'Imperi Otomà va cedir a Àustria el Banat, la Sèrbia septentrional, incloent-hi Belgrad, i una franja de Bòsnia al sud del riu Sava, mentre que Venècia va cedir als otomans les seves possessions a Grècia (Morea, al Peloponès, Creta, illes de la mar Egea) el Sud-est d'Hercegovina i algunes possessions de Dalmàcia, però va poder conservar les illes Jònies i estendre el seu domini en diferents llocs de Dalmàcia.
Amb aquest tractat, que posava fi a la lluita entre l'Imperi Otomà i Venècia, ja que pràcticament desapareixien els possibles punts de contacte entre els seus territoris, Àustria assolia la seva màxima expansió a la península balcànica, ja que alguns dels territoris guanyats els tornarien als turcs el 1739 amb la Pau de Belgrad, i quan al segle xix l'Imperi Otomà els perdés definitivament, seria en favor de la Sèrbia autònoma (i després independent) i no de l'imperi austríac.